# Infernum
Infernum – polska grupa muzyczna wykonująca black metal. Powstała we Wrocławiu w 1992 roku. Infernum znajduje się na liście Anti-Defamation League wymieniającej zespoły wykonujące "muzykę nienawiści".

## Muzycy
Obecny skład zespołu
- Exterminus - gitara, instrumenty klawiszowe
- Wolf - gitara basowa
- Tom Balrog - perkusja

Byli członkowie zespołu
- Grzegorz "Anextiomarus" Jurgielewicz - śpiew, gitara (1992-2004)
- Robert "Rob Darken" Fudali - instrumenty klawiszowe (sesyjnie) (1993-1996)
- Maciej "Capricornus" Dąbrowski - perkusja (1994-1996)
- Charon - perkusja (2002-2009)
- Necromanticus - gitara (2002-2009)

## Życiorys
Grupa powstała 1992 roku we Wrocławiu z inicjatywy Grzegorza Jurgielewicza występującego pod pseudonimem "Anextiomarus" (gitara elektryczna, gitara basowa, śpiew) oraz Toma Balroga (instrumenty perkusyjne). W tym składzie zespół rejestruje demo zatytułowane "The Dawn Will Never Come" (1993) oraz kilka miesięcy później materiał promo pt. "Damned Majesty" do którego sesyjnie partie instrumentów klawiszowych zrealizował występujący w grupie Graveland Robert Fudali pseudonim "Rob Darken". Na przełomie 1993 i 1994 roku grupę opuszcza Tom Balrog, którego zastępuje "Capricornus". By w 1994 wydać swój debiutancki album zatytułowany "Taur-Nu-Fuin" wydany przez Astral Wings Records.
Niedługo potem po kłótniach z "Anextiomarus" z zespołu Infernum odchodzą "Rob Darken" oraz "Capricornus", którzy mają swoje projekty.
Niedługo potem "Anextiomarus" zawiesza działalność Infernum.
Rok 2000 "Anextiomarus" wraz z gitarzystą "Renfas" ex (Oppressor) później gitarzysta (Thy Worshiper) tworzą projekt o nazwie Dagon realizują nagranie jednego albumu.
Zima 2002 roku Infernum oficjalnie wznawia działalność w składzie 
"Anextiomarus" (śpiew, gitara elektryczna), "Charon" (instrumenty perkusyjne), "Necromanticus" (gitara elektryczna, " Wolf "(gitara basowa), "Exterminus" (instrumenty klawiszowe). 
W 2004 roku Infernum nagrywa album CD "The Curse" w 2006 roku wydany przez (Sound Riot Records ).
7 maja 2004 roku zmarł Grzegorz Jurgielewicz "Anextiomarus" popełniwszy samobójstwo, będące następstwem wieloletniej choroby (schizofrenia).
W roku 2009 Charon oraz Necromanticus odchodzą z zespołu.
Do Infernum powraca jeden ze współzałożycieli zespołu Tom Balrog.
Aktualnie zespół pracuje nad nową płytą.

## Dyskografia
- (1993) The Dawn Will Never Come (Demo)
- (1993) Damned Majesty (Demo) Witching Hour Production
- (1994) Taur - Nu - Fuin (CD Astral Wings Records)
- (1995) When The Light Has Died  niedokończony materiał
- (2005) Farewell (No Colours Records)
- (2006) The Curse (CD Sound Riot Records)